# Termas romanas de Lucentum

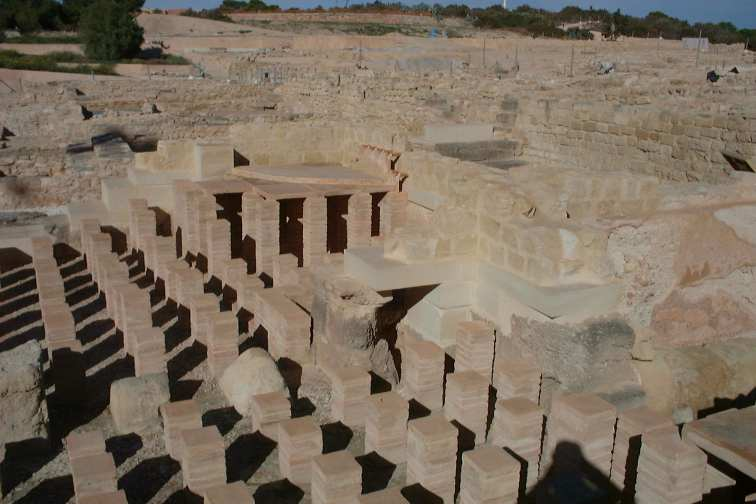
Termas de la muralla.

Las termas romanas de Lucentum se componen de dos complejos: las termas de la muralla, de carácter público, y las termas de Popilio, sufragadas por él y posteriormente donadas a la ciudad. De las termas de la muralla pueden apreciarse los suspensurae y los hipocaustos. 

## Termas de Popilio
Marco Popilius Onyx fue un liberto y servil augustal (sacerdote de culto imperial) que con el propósito de ganar estima de sus conciudadanos construyó un templo y donó las termas, que pese a ser de pequeño tamaño, cuentan con tres salas, una caldera y un depósito de agua. El tepidarium no tendría hipocaustos y la calefacción se realizaba con braseros.

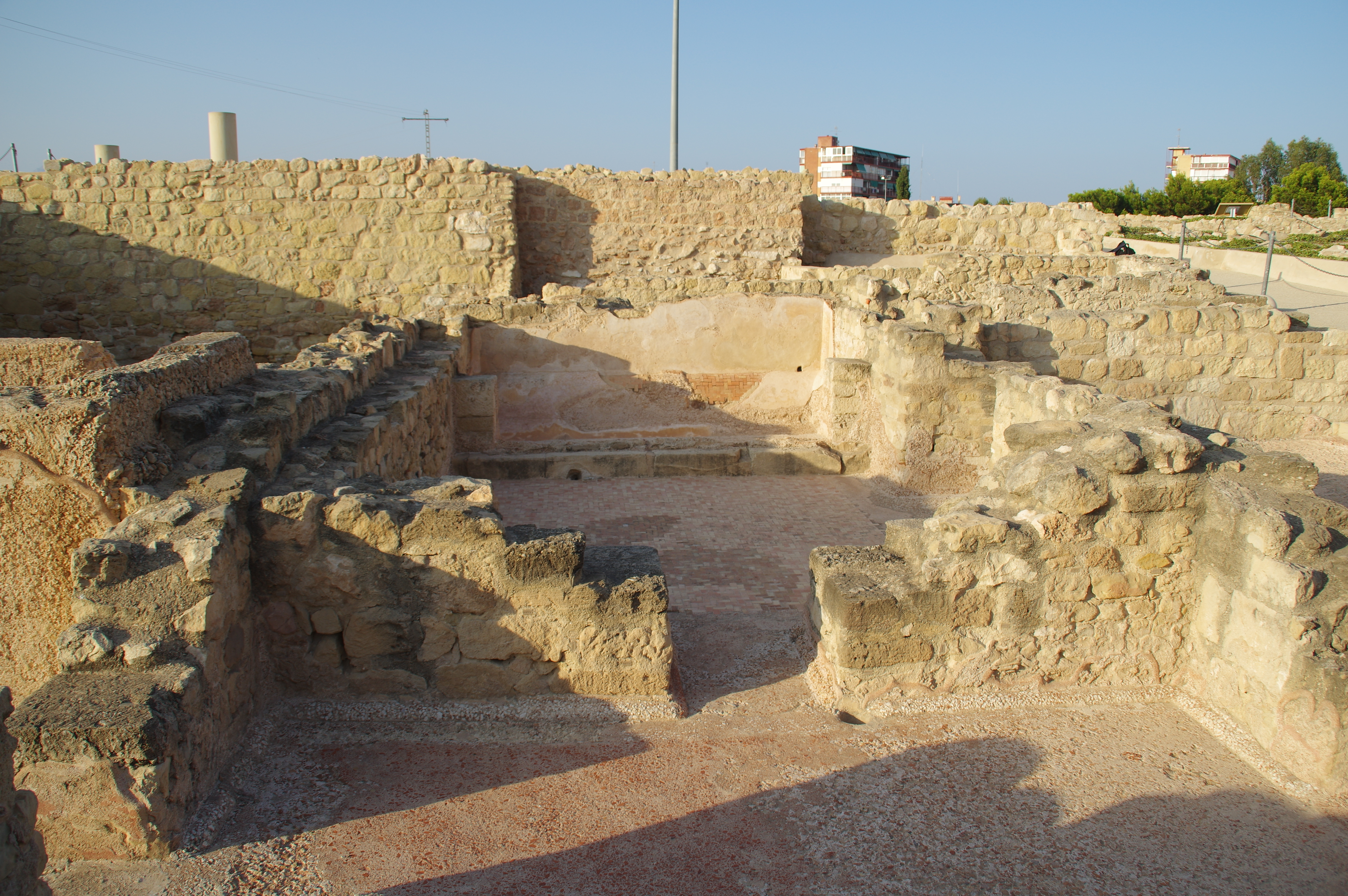
Termas de Popilio.

## Termas de la muralla
Las termas de la muralla fueron descubiertas por Francisco Figueras Pacheco y Jose Lafuente Vidal, durante las excavaciones arqueológicas realizadas a comienzos de los años de 1930. Su nombre deviene de la necesidad de derribar parte de la muralla para completar su construcción. No fue, hasta a partir de 1993 cuando se comienza a los trabajos de restauración y consolidación del conjunto termal.
Este conjunto es un espacio público, construido a mediados del siglo I d. C. , de unos 350 m². Al igual que otras construcciones similares, disponía de baños de agua caliente y fría diseñado para el ocio y reuniones sociales de Lucentum.